# أورلاندو باريديس لارا
أورلاندو باريديس لارا (بالإسبانية: Orlando Paredes Lara)‏ هو سياسي مكسيكي، ولد في 3 أغسطس 1940 في ماردة في المكسيك. حزبياً، نشط في الحزب الثوري المؤسساتي. وقد انتخب عضو مجلس الشيوخ من المكسيك وانتخب عضو مجلس النواب المكسيك.